# Bivacco Biagio Musso
Das Bivacco Biagio Musso befindet sich auf 3663 m ü. M. an den Hängen des Grand Combin in der Gemeinde Bourg-Saint-Pierre im Schweizer Kanton Wallis und ist im Besitz des Club Alpino Italiano (CAI), Sektion Chivasso.

## Lage
Das Biwak befindet sich auf einem felsigen Rücken des Plateau du Couloir unter dem Grand Combin du Valsorey.

## Geschichte
Es ist in Erinnerung an den 1975 auf der französischen Seite des Mont Blanc verunglückten Alpinisten und Bürgermeister von Foglizzo Biagio Musso 1977 aus einer privaten Initiative heraus errichtet und 1978 eingeweiht worden. Renovierungsarbeiten wurden 1991 und 2015 durchgeführt. Das Biwak gehört seit 1998 dem CAI, der es der Sektion Chivasso, dem die Untersektion Foglizzo angehört, anvertraut hat.

## Zugang
- Das Biwak kann von der Franco-Chiarella-Hütte (2979 m ü. M.) in etwa drei Stunden erreicht werden. Von der Franco-Chiarella-Hütte muss man bis zum Col d'Amiante (3307 m ü. M.) aufsteigen, dann den Mont-Durand-Gletscher überqueren, um zum Col du Sonadon (3503 m ü. M.) zu gelangen und schliesslich auf die Felsschulter hinaufsteigen, wo sich das Biwak befindet.
- Von der Valsoreyhütte (3030 m ü. M.) in etwa zwei Stunden. Die Route führt über den Glacier de Meitin.[4]

## Aufstieg
- Combin de Grafeneire 4313 m ü. M.
- Combin de Valsorey 4185 m ü. M.